# Al vostre gust

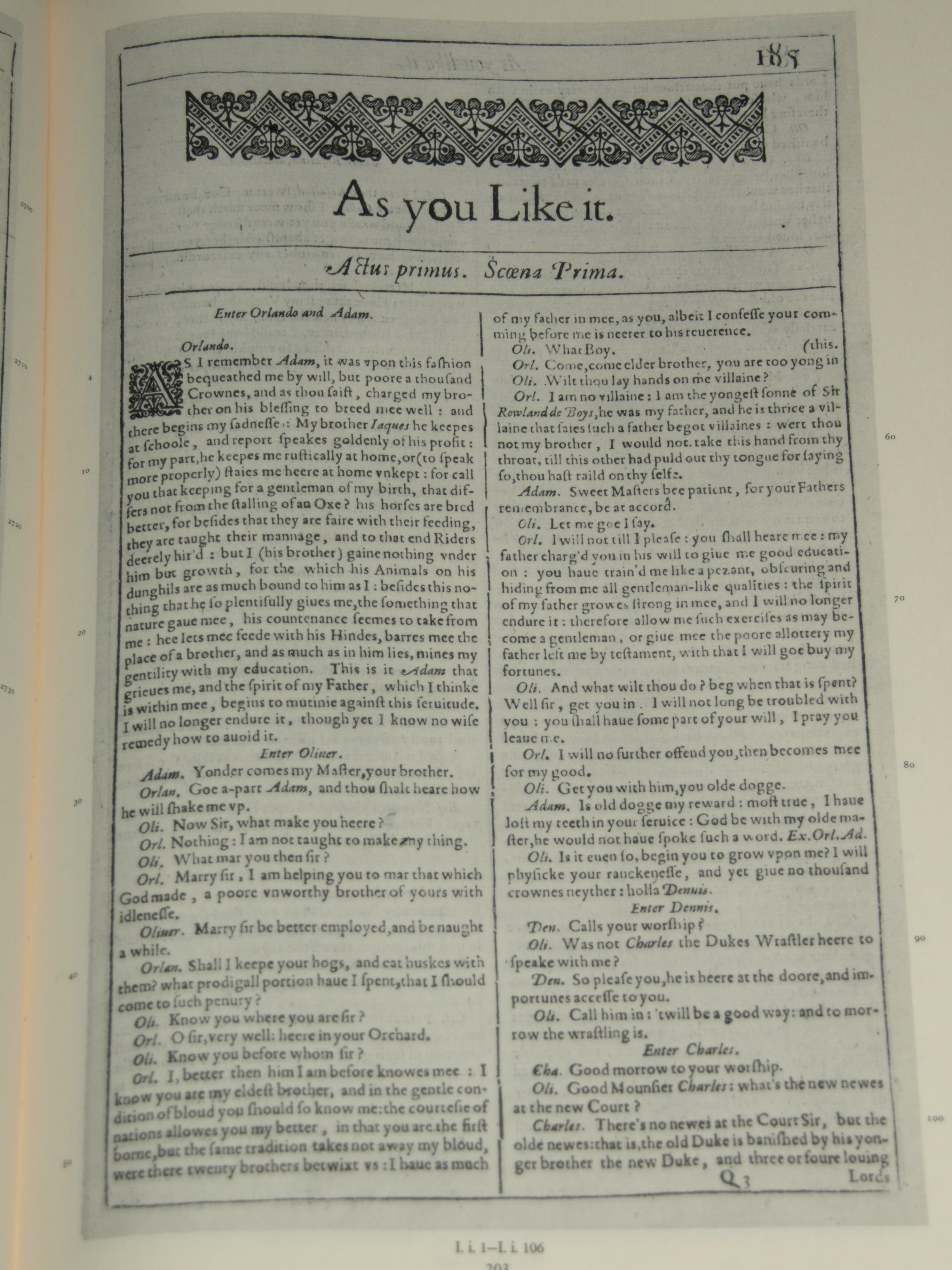
Facsímil de la primera pàgina d'As You Like It del First Folio, publicat el 1623.

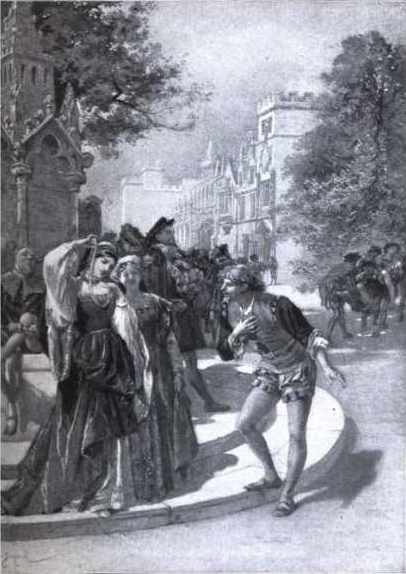
Il·lustració d'Émile Bayard Rosalina dona una cadena a Orlando,.

Al vostre gust (títol original en anglès As You Like It) és una obra teatral de William Shakespeare, escrita entre el 1598 i el 1600; tot i que es va inscriure en el Stationer's Register (el Registre de Llibreters) el 4 d'agost de 1600, la primera edició de la qual es té notícia és la de 1623. Va ser traduïda al català per Josep Maria de Sagarra el 1945 i per Salvador Oliva el 1984.
Es tracta d'una comèdia pastoral, una de les més àcides de l'autor. La font més directa de l'obra és Rosalynde, o Euphues' Golden Legacie de Thomas Lodge (1590), un romanç pastoral en el qual s'alterna el vers i la prosa.

## Argument
Quan Roland de Bois mor, el seu fill Oliver n'hereta el senyoriu amb la condició de tenir cura d'Orland, el seu germà petit; però Oliver no se l'estima i es despreocupa de l'educació del seu germà. Quan Orland es proposa desafiar en combat al seu germà, Carles, un lluitador de la cort del Duc, avisa aquest. El desafiament suposaria un deshonor per a qualsevol cavaller, però el que Oliver no vol és que el seu germà adquireixi l'estatut de cavaller i per això anima Carles a participar en el combat.
Orland arriba a la cort per lluitar contra Carles, i Rosalina i ell s'enamoren al moment; quan Orland és derrotat torna a casa i descobreix el complot del seu germà per a matar-lo, de manera que es refugia al bosc on també hi viu el Duc proscrit. Frederic expulsa Rosalina de la cort, i llavors Cèlia escapa amb aquesta cap al bosc; les noies, disfressades, canvien el seu nom per passar inadvertides: la primera serà Ganimedes, un noi, i l'altra Aliena, una pastora. Quan el duc Frederic s'assabenta de la desaparició de les donzelles, demana a Oliver que l'ajudi en la seva recerca, decidit a posar fi a la vida del seu germà, el legítim duc.
Aquest gaudeix de la vida pastoral, lluny de les maquinacions de la cort. Quan Orland i el seu criat Adam es troben amb el Duc, el jove li demana a aquest amb arrogància alguna cosa per menjar; en descobrir el Duc que Orland és fill del seu amic Roland de Bois, l'acull entre el seu seguici.
Silvi, cada cop més desesperat pel rebuig de Febe, sol·licita l'ajuda de Ganimedes: però quan aquest (en realitat, Rosalina) parla amb ella, aquesta se n'enamora perdudament. Cert dia, Orland no acudeix a la seva cita d'amor amb Ganimedes, i Rosalina està molt preocupada per ell, però quan es troba a Oliver aquest li relata com el seu germà l'ha salvat d'una lleona. Oliver i la pastora Aliena (en realitat, Cèlia) s'enamoren i decideixen casar-se.
Febe cada cop està més enamorada de Ganimedes, mentre que Orland s'ha cansat de fer-li la cort a un noi i Rosalina, decidida a acabar am l'engany, li diu a Febe que si algun dia es casés amb una dona la triaria a ella, i demana a tots que assisteixin a les noces l'endemà.
L'endemà Ganimedes fa prometre a Febe que acceptarà la mà de l'enamorat Silvi, si per algun motiu no poguessin casar-se, i demana al Duc la mà de la seva filla Rosalina per a Orland. Ganimedes i Aliena marxen, deixant el grup reunit, i tornen sense les disfresses, mostrant-se tal com són, i el déu Himeneu s'encarrega d'oficiar quatre noces: les d'Orland i Rosalina, les d'Oliver i Cèlia, les de Silvi i Febe, i les del bufó Touchstone amb la pagesa Audrey.
Mentre estan amb els festejos arriba des de la cort Jaume de Bois, qui informa que Frederic retorna al seu germà el ducat que li va usurpar, i que ha decidit optar per la vida monàstica, penedit, de manera que, un cop acabades les celebracions, tothom tornarà a la vida de la cort del legítim Duc, el pare de Rosalina.

## Adaptacions
Teatre
- 1983: Al vostre gust, al Teatre Lliure de Barcelona, dirigida per Lluís Pasqual, amb escenografia i vestuari de Fabià Puigserver, i interpretada per Anna Lizaran, Lluís Homar, Jordi Bosch, Emma Vilarasau i Imma Colomer, entre d'altres.[5]
- 2005: Al vostre gust, al Festival Grec de Barcelona, dirigida per Xicu Masó, amb la companyia La Mirada[3]

Cinema
- 1936: As You Like It, dirigida per Paul Czinner i amb Laurence Olivier com a protagonista
- 2006: As You Like It, dirigida per Kenneth Branagh i amb David Oyelowo com a protagonista